# Life Without Soul
Life Without Soul película estadounidense estrenada en noviembre de 1915 (según otras fuentes en 1914 o 1916), dirigida por Joseph W. Smiley

## Sinopsis
Life Without Soul (Vida sin alma) es una adaptación de la novela Frankenstein de Mary Shelley, aunque el personaje principal se ha convertido en Victor Frawley. Frawley es un audaz estudiante de medicina que está obsesionado con la idea de crear vida sintética. 
Frawley dio vida a la criatura (protagonizada por Percy Standing), de enorme tamaño y fuerza. Desafortunadamente, sin un alma la criatura no tiene ningún concepto del bien o del mal, y aparecen la tragedia y el caos. 

## Comentario
Al parecer fue rodada con grandes medios y se rodó en Arizona, Colorado y Nueva York, además de en otros lugares. La acción se sitúa en Estados Unidos durante el mismo año del rodaje. 
Lo más básico de la novela, fue reflejado en la película, aunque con bastantes libertades respecto al texto, que no aportan demasiada fiabilidad. Percy Standing fue el actor inglés que interpretó a la criatura. Como curiosidad cabe resaltar que lo hizo sin ningún tipo de maquillaje.
De la película se conservan algunas fotografías y carteles, pero nada de todo esto ofrece una visión completa del monstruo de Frawley. El mismo año del rodaje de la película, la productora quebró y tuvo que vender todo su material a otra compañía. Es la segunda película de Frankenstein y la primera versión en largometraje (70 minutos), la anterior (el Frankenstein de Edison) dura 16 minutos. Es una de las muchas películas desaparecidas de la época.